# Małgorzata Wiązkowska
Małgorzata Wiązkowska, po mężu Waga (ur. 30 września 1952 w Krakowie) – polska koszykarka, reprezentantka kraju, multimedalistka mistrzostw Polski.

## Osiągnięcia
Drużynowe
- Mistrzyni Polski (1977, 1979–1981)
- Zdobywczyni pucharu Polski (1979)
- Finalistka pucharu Polski (1978)

Reprezentacja
- Uczestniczka mistrzostw Europy U–18 (1971 – 6. miejsce)[1][2]